# Foxfire (Biolumineszenz)
Foxfire (englisch für „falsches Feuer“, auch als shining wood, also „Leuchtendes Holz“ bekannt) bezeichnet die Biolumineszenz von bestimmten, auf verrottendem Holz wachsenden Pilzen.

## Verbreitung
Von über 100.000 bekannten Pilzarten sind nur 122 biolumineszent. Die Biolumineszenz entwickelte sich in 5 Abstammungslinien, die alle zur Ordnung der Champignonartigen gehören. Es konnte nachgewiesen werden, dass die Biolumineszenz bei vier der Abstammungslinien auf den gleichen Grundlagen beruht.

## Erzeugung und Funktion der Biolumineszenz
Das blau-grüne Leuchten wird dem Luciferin zugeschrieben, welches mit Hilfe des Enzyms Luciferase durch Beimengung von Sauerstoff und Peroxiden zur Emission von Licht angeregt wird, wie es unter anderem von Leuchtkäfern und Meeresleuchttierchen bekannt ist. 2009 konnten Oliveira und Stevani nachweisen, dass es sich um einen zweistufigen enzymatischen Mechanismus handelt, der sich von dem bakteriellen Mechanismus unterscheidet. Anders als im bakteriellen Mechanismus konnten bei Pilzen weder reduziertes Riboflavin-Phosphat (FMNH2) noch langkettige aliphatische Aldehyde nachgewiesen werden.
Der Zweck der Biolumineszenz bei Pilzen ist nicht geklärt, es werden verschiedene Theorien angeführt. Ein Zweck könnte sein, auf Biolumineszenz reagierende Insekten anzulocken, damit diese die Pilzfruchtkörper anfressen und die Sporen verschleppen. Ein anderer Zweck könnte das Abschrecken lichtempfindlicher, pilzfressender Lebensformen sein. Als dritte Möglichkeit werden apotropäische Signale vermutet; der Pilz leuchtet, um auf seine Giftigkeit hinzuweisen.

## Geschichte
Die älteste bekannte Dokumentation von Foxfire stammt von Aristoteles aus dem Jahre 382 v. Chr. Seine Anmerkungen beziehen sich auf ein Licht, das, ungleich Feuer, kalt ist, wenn man es berührt. Der römische Gelehrte Plinius der Ältere erwähnte es ebenfalls als leuchtendes Holz, das in Olivenhainen auftritt.
Auf Vorschlag Benjamin Franklins wurde es als Licht in der Turtle, einem frühen amerikanischen U-Boot, verwendet.
Obwohl es noch viele weitere Literaturnachweise für Foxfire durch frühe Wissenschaftler und Naturforscher gibt, war die wahre Ursache dieser Biolumineszenz bis in das Jahr 1823 unbekannt. Schließlich wurde das Leuchten von hölzernen Trägern in Untertageminen untersucht, und man fand heraus, dass es von Pilzbewuchs stammt.

## Etymologie
Der Wortteil fox im englischen Begriff foxfire stammt vermutlich aus dem Altfranzösischen Wort fols für ‚falsch‘. Somit ist es nicht auf das englische Wort fox für ‚Fuchs‘ zurückzuführen.

## In der Popkultur
- In der Folge In der Falle der fünften Staffel der TV-Serie Lassie suchen Timmy und Boomer nach Foxfire, um während einer Halloween-Party Mädchen fernzuhalten.[11]
- In dem Roman Die Abenteuer des Huckleberry Finn von Mark Twain benutzen Finn und Tom Sawyer Foxfire als Lichtquelle, um einen Tunnel zu graben.[12]